# Florian Vermeersch
Florian Vermeersch (Gante, Bélgica, 12 de março de 1999) é um ciclista profissional belga que compete com a equipa Lotto Soudal.

## Trajetória
Começou competindo em ciclocross, até que em agosto de 2018 decidiu passar ao ciclismo em estrada. a 1 de junho de 2020 converteu-se em profissional ao assinar com o Lotto Soudal e ao ano seguinte participou em sua primeira Grande Volta ao tomar a saída da Volta a Espanha. Essa mesma temporada conseguiu a medalha de bronze na contrarrelógio sub-23 do Campeonato Mundial e finalizou segundo na Paris-Roubaix.

## Palmarés
- 2021
  - 3.º no Campeonato Mundial Contrarrelógio sub-23

- 2022
  - Antwerp Port Epic

## Resultados em Grandes Voltas
| Corrida | Corrida         | 2020 | 2021  | 2022 |
| ------- | --------------- | ---- | ----- | ---- |
|         | Giro d'Italia   | —    | —     | —    |
|         | Tour de France  | —    | —     | —    |
|         | Volta a Espanha | —    | 121.º | —    |

—: não participa
Ab.: abandono

## Equipas
- Pauwels Sauzen-Vastgoedservice Continental Team (2018)[6]
- Lotto Soudal (2020-[7])